# Аль Саид
Аль Саи́д (араб. آل سعيد‎) или Аль Бу-Саи́д (араб. آل بوسعيد‎) — правящая династия султанов в Омане и Занзибаре, находящаяся у власти с 1746 года.
В 1944 году Занзибар отметил двухсотлетие династии.

## История
После пресечения династии Йаруба и освобождения Омана в конце 1744 года от иранской оккупации (длившейся с 1737 года), Ахмед ибн Саид усмиряет мятежные племена и объединяет страну под властью новой, основанной им династии Аль Саид (к 1746 году). В 1747 Оман покидают последние иранские войска, и под власть Омана вновь подпадает уже северная, иранская часть Персидского залива. Впрочем, на северные районы Омана власть Ахмеда ибн Саида не распространялась. В 1749 году он избирается имамом ибадитов. Ахмед ибн Саид возвращает под свою власть отделившиеся от Омана во время гражданской войны африканские территории, вплоть до мыса Дельгадо. В 1784 году в Омане происходит разделение между светской и духовной властями: имам Саид ибн Ахмед (1783—1811) передаёт руководство страной своему племяннику Хамиду ибн Саиду (правил в 1784—1792). Около 1800 года Оман подвергся набегу ваххабитов, отторгнувших от этой страны т. н. Пиратский берег (территорию нынешних ОАЭ).
Вершины своего могущества династия Аль Саид достигла в годы правления Саида ибн Султана (1804—1856). Ему удалось изгнать из северных районов Омана ваххабитов и покорить — при помощи англичан — племена Пиратского берега. Впрочем, вскоре Великобритания установила фактический протекторат над этой территорией. После этого Саид ибн Султан концентрируется преимущественно на своих африканских владениях, где процветающая работорговля (официально запрещённая) и гвоздичные плантации на Занзибаре приносили ему огромные доходы. В 1840 году столица государства переносится на Занзибар. После смерти Саида в 1856 году на территории Омана развёртывается ожесточённая борьба за власть между Маджидом ибн Саидом и Тувайни ибн Саидом (1856—1866). Эта гражданская война была прекращена при посредничестве англичан в 1860 году и привела к разделу государства на две части — султанат Оман и султанат Занзибар. После утраты финансовых поступлений от африканских таможен султанат Оман вскоре постиг серьёзный хозяйственный кризис.
При имаме Аззане ибн Кайсе (1868—1870), в 1868 году во внутренних районах Омана вновь создаётся ибадитский имамат, теократическое государство, что привело к фактическому разделу государства. В результате династия Аль Саид — при поддержке Великобритании — была в состоянии контролировать только побережье страны. Лишь в 1970 году, при султане Саиде бен Таймуре (1932—1970), имамат был воссоединён с остальной территорией Омана. Так как султан Саид представлял крайне консервативный тип правителя, субъективно тормозившего развитие и без того достаточно слаборазвитой страны, в 1970 году он был смещён своим сыном, султаном Кабусом бен Саидом.
Султан Кабус сумел провести в стране всестороннюю модернизацию, превратившую за считанные десятилетия Оман из отсталой феодальной страны в современное индустриальное общество. В немалой степени этому поспособствовало развитие с 1967 года добычи нефти и газа, создание нефтеперерабатывающей промышленности. Султану Кабусу удалось завершить длившуюся 10 лет (1965—1975) в юго-западных провинциях Омана Дофарскую войну — восстание местных племён, поддержанное Южным Йеменом и возглавляемое лево-социалистическим движением ПФЛОАГ. В 1975 году боевые действия в провинции Дофар прекратились. В 1990 году была проведена демаркация границы с Саудовской Аравией.
Султан является абсолютным монархом в Омане, его власть ничем не ограничена. Африканская ветвь династии Аль Саид являлась правящей на Занзибаре вплоть до Занзибарской революции в 1964 году.

## Султаны Омана из династии Аль Саид
| № п/п | Имя               | Годы правления | Примечание         |
| ----- | ----------------- | -------------- | ------------------ |
| 1.    | Ахмед ибн Саид    | 1746—1783      |                    |
| 2.    | Саид ибн Ахмед    | 1783—1788      |                    |
| 3.    | Хамид ибн Саид    | 1788—1792      |                    |
| 4.    | Султан ибн Ахмед  | 1792—1804      |                    |
| 5.    | Саид ибн Султан   | 1804—1856      |                    |
| 6.    | Селим ибн Султан  | 1804           | совместно с Саидом |
| 7.    | Бадр ибн Сайф     | 1805—1806      | совместно с Саидом |
| 8.    | Тувайни ибн Саид  | 1856—1866      |                    |
| 9.    | Селим ибн Тувайни | 1866—1868      |                    |
| 10.   | Аззан ибн Кайс    | 1868—1870      |                    |
| 11.   | Турки ибн Саид    | 1870—1888      |                    |
| 12.   | Фейсал бен Турки  | 1888—1913      |                    |
| 13.   | Теймур бин Фейсал | 1913—1932      |                    |
| 14.   | Саид бен Таймур   | 1932—1970      |                    |
| 15.   | Кабус бен Саид    | 1970—2020      |                    |
| 16.   | Хейсам бен Тарик  | 2020 — н. в.   |                    |

## Правители Занзибара из династии Бу Саиди
- Халид ибн Саид (род. 1819), хамис Занзибара (1828—1854), сын Саида ибн Султана, султана Саидидского государства Маската и Омана в (1806—1856);
- Маджид ибн Саид (род. 1834), хамис Занзибара (1856—1861), султан Занзибара (1861—1870), брат предыдущего;
- Баргаш ибн Саид (род. 1837), султан Занзибара (1870—1888), брат предыдущего;
- Халид ибн Баргаш (род. 1852), султан Занзибара (1888—1890);
- Али ибн Саид (род. 1854), султан Занзибара (1890—1893), брат Баргаша ибн Саида;
- Хамад ибн Тувайни (род. 1857), султан Занзибара (1893—1896), сын Тувайни ибн Саида, султана Саидидского государства Маската и Омана в (1856—1866);
- Халид ибн Баргаш (род. 1874), султан Занзибара в 1896 году (ум. 1927);
- Хамуд ибн Мухаммад ибн Саид (род. 1853), султан Занзибара (1896—1902);
- Али ибн Хамуд (род. 1884), султан Занзибара (1902—1911);
- Халифа ибн Харуб ибн Тувайни (род. 1879), султан Занзибара (1911—1960);
- Абдуллах ибн Халифа (род. 1910), султан Занзибара (1960—1963);
- Сеид-Джамшид-ибн-Абдулла (род. 1929), султан Занзибара (1963—1964).